# ماریا کولسنیکووا
ماریا کالسنیکاوا (ماریا اَلیکساندرائونا کالسنیکاوا، بلاروسی: Марыя Аляксандраўна Калеснікава, IPA:&nbsp;[maˈrɨja alʲakˈsandrawna kaˈlʲɛsʲnʲikava]; ماریا اَلیکساندراونا کولسنیکووا، روسی: Мария Александровна Колесникова, IPA: [mɐˈrʲijə ɐlʲɪkˈsandrəvnə kɐˈlʲesʲnʲɪkəvə]; متولد ۲۴ آوریل ۱۹۸۲) فلوت نواز و فعال سیاسی بلاروسی است. در سال ۲۰۲۰، او در جریان انتخابات ریاست جمهوری ۲۰۲۰ بلاروس، ستاد انتخاباتی ویکتار باباریکا را رهبری کرد. کالسنیکووا نماینده ستاد مشترک انتخاباتی سوتلانا تیخانوفسکایا بود، سپس به عضویت هیئت رئیسه شورای هماهنگی [انتقالی] بلاروس درآمد؛ این شورا در طول اعتراضات مردم بلاروس علیه الکساندر لوکاشنکو تشکیل شد. او همچنین بنیانگذار حزب سیاسی «رَزَم» است.
اوایل صبح روز ۸ سپتامبر ۲۰۲۰، او را به زور به مرز اوکراین بردند. کولسنیکووا در حالی که مرعوب و تحت فشار قرار گرفته بود تا بلاروس را ترک کند، هنگامی که در زمین بی‌طرف بود از شیشه عقب ماشین بیرون پرید، پاسپورت خود را پاره کرد و با پای پیاده به سمت مرز بلاروس برگشت. هنگام بازگشت به مرز بلاروس بلافاصله دستگیر شد. روز بعد، ماکسیم زناک، وکیل کولسنیکووا نیز بازداشت شد.
در ۱۱ سپتامبر ۲۰۲۰، عفو بین‌الملل کولسنیکووا را به عنوان زندانی عقیدتی به رسمیت شناخت. او در سال ۲۰۲۱ جایزه بین‌المللی زنان شجاع را دریافت کرد.
در ۶ سپتامبر ۲۰۲۱، کالسنیکووا به دلیل فعالیت‌های سیاسی به ۱۱ سال زندان در یک تبعیدگاه (penal colony) محکوم شد.

## اوایل زندگی و حرفه موسیقی
ماریا کولسنیکووا متولد ۲۴ آوریل ۱۹۸۲ در مینسک است. پدر و مادر او مهندس بودند. او یک خواهر به نام تاتیانا خومیچ دارد. به گفته تاتیانا، والدین آنها علاقه عمیقی به موسیقی داشتند. آنها این علاقه را در دختران خود برانگیختند به نحوی که بر انتخاب حرفه ماریا در آینده تأثیر عمیقی گذاشت. ماریا در یک مدرسه موسیقی تحصیل کرد، سپس از آکادمی دولتی موسیقی بلاروس به عنوان نوازنده فلوت و رهبر ارکستر فارغ‌التحصیل شد.
کالسنیکووا در ۱۷ سالگی تدریس فلوت را در یک مدرسه خصوصی در مینسک آغاز کرد. او همچنین در ارکستر کنسرت ملی آکادمیک جمهوری بلاروس به سرپرستی میخائیل فینبرگ فلوت نواخت. او در تورهای زیادی از جمله ایتالیا، لهستان و لیتوانی حضور داشت.
وی در سن ۲۵ سالگی به آلمان رفت و در دانشگاه دولتی موسیقی و هنرهای نمایشی اشتوتگارت ثبت نام کرد. او در سال ۲۰۱۲ دو مدرک کارشناسی ارشد در زمینه موسیقی اولیه و موسیقی نو (Neue Musik) دریافت کرد.
دهه ۲۰۱۰، کالسنیکووا در کنسرت‌ها اجرا کرد و به‌طور فعال در سازماندهی پروژه‌های فرهنگی بین‌المللی در بلاروس و آلمان مشارکت داشت، به عنوان مثال، او یکی از خالقان جشنواره موسیقی "Eclat" بود. پروژه‌های دیگر او شامل «موسیقی و هولوکاست»، برنامه مدرسه «ارکستر روبات‌ها» و مجموعه‌ای از سخنرانی‌ها تحت عنوان «درس‌های موسیقی برای بزرگسالان» بود.".
در سال ۲۰۱۷، ماریا در یکی از اولین کنفرانس‌های TEDxNiamiha در بلاروس شرکت کرد. او همچنین در ایجاد جامعه هنری «Artemp» که میزبان رویدادهای هنر معاصر بود، مشارکت کرد. در همان سال، او مدیر هنری مرکز فرهنگی "OK16" در مینسک شد.

## فعالیت سیاسی
در ماه مه سال ۲۰۲۰، کولسنیکووا رئیس ستاد انتخاباتی «ویکتار باباریکا» نامزد مستقل ریاست جمهوری شد که جدی‌ترین رقیب الکساندر لوکاشنکو در انتخابات ریاست جمهوری بلاروس محسوب می‌شد. باباریکا در ماه ژوئن دستگیر و از حضور در انتخابات منع شد. در ۱۶ ژوئیه ۲۰۲۰، کالسنیکووا و نمایندگان دو نامزد مستقل دیگر - سوتلانا تیخانوفسکایا (همسر سرگئی تیخانوفسکی) و ورونیکا تسپکالو (همسر والری تسپکالو) - ایجاد اتحاد سه‌گانه را اعلام کرد. تیخانوفسکایا نامزد مشترک و واحد هر دو گروه شد و حمایت گسترده‌ای را در سراسر کشور به دست آورد. هنگامی که لوکاشنکو با ۸۰٫۱ درصد آرا خود را برنده اعلام کرد، مخالفان از تأیید نتایج خودداری کردند و لوکاشنکو را به تقلب گسترده متهم کردند. ایالات متحده آمریکا، بریتانیا، کانادا و ۸ کشور اتحادیه اروپا نتایج انتخابات را غیرقانونی اعلام کردند. راهپیمایی خیابانی و میتینگ‌های اعتراضی در سراسر کشور به وقوع پیوست. معترضان خواستار انتخابات مجدد و برکناری لوکاشنکو شدند. اعتراضات به‌طور وحشیانه توسط نیروهای امنیتی سرکوب شد.
کالسنیکووا در مصاحبه‌های خود همواره تأکید می‌کرد که او «رهبر اعتراضات» نیست و هرگز در سازمان‌دهی میتینگ‌ها نقشی نداشته‌است. در آن زمان اپوزیسیون بلاروس این ایده را ترویج می‌کرد که تمام شهروندان رهبر اعتراضات و مسئول آینده کشور هستند. او به عنوان یک شخص خصوصی در تجمعات اعتراضی شرکت کرد و از طریق رسانه‌های جمعی از شهروندان و مقامات دولتی خواست تا از ماهیت صلح آمیز این اقدامات حمایت کنند.
در ۱۸ اوت ۲۰۲۰، کالسنیکووا به شورای هماهنگی پیوست. در ۱۹ اوت، او به عنوان یکی از اعضای اصلی هیئت رئیسه این شورا انتخاب شد.
در اواسط اوت، تیخانوفسکایا و تسپکالو توسط مقامات مجبور به ترک کشور شدند. در همین حال، کولسنیکووا به رسانه‌ها گفت که به هیچ وجه بلاروس را ترک نخواهد کرد، زیرا احساس می‌کند در برابر همکاران و دوستانش که با اتهامات غیرقانونی مواجه و در زندان به سر می‌برند، مسئولیت شخصی دارد.
در ۳۱ اوت ۲۰۲۰، کالسنیکووا از آغاز به کار یک حزب سیاسی جدید به نام «رَزَم» خبر داد که هدف از تأسیس آن را ایجاد ابزاری دموکراتیک برای حمایت از حقوق بشر در بلاروس اعلام کرد.

## بازداشت و سرکوب
در ۷ سپتامبر ۲۰۲۰، رسانه‌های بلاروس خبر ربوده شدن کالسنیکووا را در مرکز شهر مینسک منتشر کردند. دوستان و همکارانش نتوانستند تلفنی با او تماس بگیرند. بعداً شاهدان اظهار داشتند که یک زن توسط چند مرد ناشناس با صورت‌های پوشیده که لباس شخصی به تن داشتند به زور سوار مینی ون مشکی شده‌است. در صبح روز ۸ سپتامبر ۲۰۲۰، خبری منتشر شد مبنی بر اینکه مقامات تلاش کردند تا ماریا را برخلاف میل او از کشور اخراج کنند بنابراین او را به گذرگاه مرزی الکساندروفکا با اوکراین فرستادند. بعداً، آنتون گراشنکو، معاون وزیر کشور اوکراین، در صفحه فیسبوک خود نوشت «این خروج داوطلبانه نبود. این اخراج اجباری از کشور مادری‌اش بود». کمیته مرزی دولتی بلاروس گزارش داد که کالسنیکووا در ساعت ۴ صبح به همراه ایوان کراوتسوف و آنتون رودننکوف از بلاروس خارج شدند و به سمت اوکراین رفتند. کانال‌های تلویزیونی تحت کنترل دولت داستانی را منتشر کردند مبنی براینکه کالسنیکووا در گذرگاه مرزی هنگام تلاش برای ترک کشور و دیدار با خواهرش که در اوکراین زندگی می‌کند بازداشت شده‌است. رودننکوف و کراوتسوف که شاهد واقعه بودند اظهار داشتند که در منطقه بی‌طرف کالسنیکووا موفق شد از طریق شیشه عقب ماشینی که در آن محبوس بود فرار کند و پس از آن گذرنامه خود را پاره کرد سپس به سمت مرز بلاروس برگشت. او بلافاصله پس از ورود به مرز بلاروس دستگیر شد. پس از این وقایع، نایب رئیس بوندستاگ، کلودیا راث، قول داد از کالسنیکووا حمایت کند و از طریق سازمان لیبراِکو (Libereco) به او کمک کند.
در ۹ سپتامبر ۲۰۲۰، ماکسیم زناک همکار کالسنیکووا در شورای هماهنگی دستگیر شد. در همان روز پلیس به الکساندر کولسنیکووا پدر ماریا اطلاع داد که دخترش در بازداشتگاه تحقیقاتی شماره ۱ مینسک زندانی شده‌است. ماریا از طریق وکلای خود شکایتی را به کمیته تحقیقات دولتی تقدیم کرد. او در این شکایت اظهار داشت افسران کا گ ب و اداره اصلی مبارزه با جرایم سازمان یافته و فساد (GUBOPiK) کیسه‌ای روی سر او کشیده‌اند و او را تهدید به قتل کرده‌اند در ادامه آنها به او گفتند «اگر به‌طور داوطلبانه بلاروس را ترک نکند، آنها به هر حال او را اخراج خواهند کرد زنده یا به صورت تکه‌تکه شده». گنادی کازاکویچ، معاون رئیس وزارت امور داخله شخصاً به کالسنیکووا گفت که در صورت امتناع از خروج «به مدت ۲۵ سال بدون دندان در زندان خواهد بود تا برای نیروهای امنیتی لباس بدوزد».
در ۱۰ سپتامبر ۲۰۲۰، دوازده سازمان، از جمله مرکز حقوق بشر ویاسنا، انجمن روزنامه نگاران بلاروس، کمیته هلسینکی بلاروس، مرکز قلم بلاروس، با انتشار بیانیه‌ای مشترک از کالسنیکووا به عنوان یک زندانی سیاسی نام بردند. در ۱۱ سپتامبر ۲۰۲۰، عفو بین‌الملل کولسنیکووا را به عنوان یک زندانی عقیدتی به رسمیت شناخت.
در ۲۰ اوت، الکساندر کونیوک، دادستان کل بلاروس، با استناد به ماده ۳۶۱ قانون کیفری بلاروس از آغاز تحقیقات کیفری علیه اعضای شورای هماهنگی به دلیل تلاش برای به به‌دست گرفتن قدرت و تضعیف امنیت ملی خبر داد.
در ۱۲ سپتامبر، کالسنیکووا از مینسک به زندان شماره ۸ ژودزینا منتقل شد. در ۱۶ سپتامبر، کمیته تحقیقات بلاروس، کالسنیکووا را طبق قسمت ۳ ماده ۳۶۱ قانون جزایی به «اقداماتی با هدف تضعیف امنیت ملی بلاروس» از طریق از رسانه و اینترنت متهم کرد.
در ۱۰ اکتبر ۲۰۲۰، کانال تلگرامی باباریکا اعلام کرد که لوکاشنکو درخواست ملاقات با کولسنیکووا برای گفتگو در مورد تغییراتی در قانون اساسی را کرده‌است، اما او برای ابراز همبستگی با سایر زندانیان از ملاقات خودداری کرده‌است. در ۸ نوامبر ۲۰۲۰، دفتر مطبوعاتی باباریکا اعلام کرد که مقامات دوره بازداشت کالسنیکووا را تا ۸ ژانویه ۲۰۲۱ تمدید کرده‌اند.
در ۸ ژانویه ۲۰۲۱، کولسنیکووا دوباره از ژودزینا به یک بازداشتگاه پیش از محاکمه در مینسک منتقل شد، دوره بازداشت او تا ۸ مارس تمدید شد. در ۲۷ ژانویه، کمیته تحقیق از باز کردن پرونده جنایی علیه مأموران امنیتی که او را تهدید به قتل کرده بودند، خودداری کرد.
در ۱۲ فوریه، کالسنیکووا و ماکسیم زناک به «توطئه برای به دست گرفتن قدرت دولتی به‌طور غیرقانونی» و «تأسیس و رهبری یک سازمان افراطی» متهم شدند. لیودمیلا کازاک وکیل کولسنیکووا در ۲۴ سپتامبر ۲۰۲۰ توسط نیروهای امنیتی بازداشت شد سپس در ۱۹ فوریه ۲۰۲۱ مجوز وکالت او توسط وزارت دادگستری بلاروس باطل شد. در ۹ مارس ۲۰۲۱، کانال تلگرامی باباریکا گزارش داد که بازداشت موقت کالسنیکووا تا ۸ مه تمدید شده‌است. ایلیا سالی دیگر وکیل کالسنیکووا و عضو شورای هماهنگی تا ۱۶ آوریل در حصر خانگی به سر برد. اتهامات نهایی در ماه مه ۲۰۲۱ اعلام شد که شامل سه اتهام اقدام علیه امنیت ملی، توطئه برای به دست گرفتن قدرت به روشی غیرقانونی، و ایجاد یک تشکیلات افراطی بود. کولسنیکووا در دفاع از خود تمام اتهامات را رد کرد و خواستار رد همه اتهامات وارده به دلیل عدم وقوع جرم شد. تحقیقات و محاکمه پشت درهای بسته برگزار شد و متهمان از مطالعه پرونده منع شدند.
در مدت یک سالی که او در بازداشت به سر برد از ملاقات محروم بود و نتوانست با پدرش ملاقات کند. به گفته تاتیانا خومیچ، کولسنیکووا ماهانه بین ۱۵۰ تا ۱۷۰ نامه از بازداشتگاه ارسال می‌کرد که حداکثر ۲۰ نامه به مخاطبان می‌رسید او افزود از ابتدای آوریل تا اواسط مه ۲۰۲۱ دیگر هیچ نامه‌ای به دست آنها نرسیده‌است. نامه‌هایی که خود ماریا دریافت می‌کرد سانسور می‌شد به طوری که بیش از ۵ درصد از نامه‌های که برایش فرستاده شده بود را دریافت نکرد. او همچنین در بازداشتگاه از داشتن فلوت منع شد؛ یک سال تمرین نکردن می‌تواند برای همیشه باعث از بین رفتن مهارت او به عنوان یک نوازنده حرفه‌ای شود.

### محکومیت
در ۴ اوت ۲۰۲۱، پس از تقریباً ۱۱ ماه بازداشت، کالسنیکووا و ماکسیم زناک پشت درهای بسته در دادگاه منطقه ای مینسک محاکمه شدند. دادستان خواستار ۱۲ سال زندان برای هردوی آنها شد. ماریا اظهار بی گناهی کرد و هرگونه اتهامی علیه خودش و زناک را «پوچ» خواند. در طول تحقیقات و محاکمه، جزئیات اتهامات فاش نشد. وکلای کالسنیکووا و زناک مجبور به امضای یک قرارداد عدم افشا شده بودند. اگرچه مقامات قول دادند که جزئیات اتهامات و دادگاه را علنی کنند، اما قبل از برگزاری محاکمه سالن دادگاه مملو از افراد غریبه‌ای که توسط مقامات سازماندهی شده بودند، بود. سفرای خارجی که می‌خواستند از کالسنیکووا و زناک حمایت کنند، اجازه ورود به دادگاه را پیدا نکردند.
در ۶ سپتامبر ۲۰۲۱، کالسنیکووا به ۱۱ سال زندان محکوم شد. او هم‌اکنون در حال گذراندن دوران محکومیت خود در کلونی کیفری شماره ۴ (روسی: ИК №۴) در گومل است. هم او و هم زناک از درخواست عفو خودداری کردند زیرا معتقد بودند که بی گناه هستند. وکلای آنها خبر از درخواست تجدید نظر نسبت به حکم صادره دادند.
در یک مصاحبه مکتوب، کالسنیکووا به رسانه‌ها گفت که در زندان بارها به او پیشنهاد شده که همانند رومن پروتاسویچ اعترافات تلویزیونی انجام دهد و به گناهان خود اعتراف کند. کولسنیکووا در اولین مصاحبه خود پس از حکم زندان، که از طریق تلفنی با سارا رینزفورد، خبرنگار بی‌بی‌سی انجام داد از وضعیت زندان شکایت کرد و گفت همه جا سیگار می‌کشند و این موضوع به علاوه تمرین نکردن طولانی مدت تمام شانس او را برای بازگشت به عنوان یک نوازنده حرفه‌ای فلوت از بین می‌برد. با این حال، او گفت که از هیچ چیز پشیمان نیست و معتقد است که اعتراضات سال ۲۰۲۰ آغاز یک دوره جدید در کشور بود.
در ۲۹ نوامبر ۲۰۲۲، کالسنیکووا با شرایطی بحرانی در بیمارستان بستری شد. بر اساس گزارش سرویس مطبوعاتی باباریکا او تا ۲۲ نوامبر و به مدت ۱۰ روز در شینرو (نوعی سلول انفرادی) قرار داشت. در بیمارستان گومل تشخیص داده شد که او دچار زخم سوراخ کننده معده یا پرفوراسیون زخم معده (perforated ulcer) شده‌است و تحت عمل جراحی فوری قرار گرفت. همان‌طور که خواهر ماریا گفت او قبل از اینکه زندانی شود هرگز مشکل گوارشی نداشته‌است. او در سلول انفرادی از ملاقات با وکیلش محروم شد و در روزهای پایانی که در سلول انفرادی به سر می‌برد فشار خون بالا داشت و در نهایت بیهوش شد. در بیمارستان اجازه ملاقات ۱۰ دقیقه ای با پدرش و با حضور سه افسر پلیس به او داده شد. در ۹ دسامبر ۲۰۲۲، مجوز وکالت یکی دیگر از وکلای کالسنیکووا به نام ولادیمیر پولچنکو باطل شد.

#### واکنش‌ها به دستگیری کولسنیکووا
فعالان حقوق بشر و جامعه بین‌المللی حکم زندان کالسنیکووا را محکوم کردند و به اتفاق آرا این پرونده را ساختگی خواندند. آنها این حکم را سرکوبگرانه خواندند و از آن به عنوان انتقام سیاسی لوکاشنکو یاد بردند.
- کمیسیون اروپا دستگیری او را محکوم کرد و آن را غیرقابل قبول دانست.[۱۰۸]
- آلمان خواستار مشخص شدن محل زندگی کولسنیکووا شد و خواستار آزادی کلیه زندانیان سیاسی در بلاروس شد.[۱۰۹]
- لیتوانی دستگیری کولسنیکووا را شرم آور خواند و آن را با کاری که پلیس مخفی دوره استالین انجام می‌داد مقایسه کرد و خواستار آزادی فوری او شد.[۱۱۰]
- لهستان ربودن کولسنیکووا را اقدامی پست خواند و خواستار آزادی فوری کلیه زندانیان سیاسی در بلاروس شد.[۱۱۱][۱۱۲]
- انگلستان در مورد وضع سلامت ماریا کولسنیکووا ابراز نگرانی کرد و اعلام کرد که آزادی او باید بالاترین اولویت باشد.[۱۱۳]
- ایالات متحده از تلاش مقامات بلاروس برای اخراج کولسنیکوا ابراز نگرانی کرد.[۱۱۴]
- عفو بین‌الملل کالسنیکووا را به عنوان یک زندانی عقیدتی به رسمیت شناخت و خواستار آزادی فوری او شد.[۱۱۵]
- ویوسا عثمانی، رئیس مجلس کوزوو به همراه ۹ نماینده دیگر پارلمان با امضای نامه ای خواستار آزادی فوری کالسنیکووا شدند.[۱۱۶][۱۱۷]

## جوایز
- ۲۰۲۰: جایزه ساخاروف (پارلمان اروپا، جایزه آزادی اندیشه)[۱۱۸][۱۱۹]
- ۲۰۲۱:جایزه جهانی همبستگی بلاروس توسط مرکز همبستگی بلاروس در بخش «عمل»[۱۲۰]
- در ۸ مارس ۲۰۲۱ (روز جهانی زن)، کالسنیکووا جایزه بین‌المللی زنان شجاع را از سوی آنتونی بلینکن، وزیر امور خارجه ایالات متحده، دریافت کرد. این مراسم به دلیل همه‌گیری کووید-۱۹ مجازی برگزار شد. جیل بایدن بانوی اول ایالات متحده در این مراسم سخنرانی کرد.[۱۲۱]
- ۲۰۲۱: جایزه لو کوپلف (آلمان، جایزه صلح و حقوق بشر)[۱۲۲]
- ۲۰۲۱: جایزه صلح اشتوتگارت (آلمان، جایزه مبارزه شجاعانه علیه رژیم خودکامه الکساندر لوکاشنکو)[۱۲۳]
- ۲۰۲۱: جایزه فریتز چوکلیچ (اتریش)[۱۲۴]
- ۲۰۲۱: جایزه حقوق بشر بنیاد گرهارت باوم (آلمان، جایزه حقوق بشر)[۱۲۵]
- ۲۰۲۱: جایزه حقوق بشر واتسلاو هاول، مجمع پارلمانی شورای اروپا[۱۲۶]
- ۲۰۲۲: جایزه تئودور هکر [de]، شهر اسلینگن آم نکا[۱۲۷]
- ۲۰۲۲: جایزه استیگ داگرمن[۱۲۸]
- ۲۰۲۲: جایزه شارلمانی[۱۲۹]